# Мюррей, Дэниел
Дэниел Оуэн Мюррей (англ. Daniel Owen Murray; 16 мая 1982, Кембридж) — бывший английский футбольный защитник, большую часть карьеры провел в ирландском клубе «Корк Сити».

## Клубная карьера
Родившийся в Кембридже Мюррей является воспитанником клуба «Кембридж Юнайтед». Его первым взрослым клубом стал «Питерборо Юнайтед», откуда он был в 2002 году взят в аренду «Корк Сити», а год спустя стал постоянным игроком команды. В период игры за «Корк» он забил важные голы в европейских турнирах: «Мальмё» в кубке Интертото 2004, «Аполлону (Лимасол)» в квалификации Лиги чемпионов 2006 года, «Хаке» в Кубке УЕФА 2008 года. Он был лучшим бомбардиром «Корка» в еврокубках.
В 2005 году Мюррей был капитаном команды, когда она в последнем туре выиграла титул чемпиона ирландской лиги в противостоянии с «Дерри Сити». За время игры Мюррея в обороне команды она сыграла 31 «сухой» матч.
В январе 2010 года по причине ухудшившихся взаимоотношений Мюррея с главой команды Томом Кугхланом Мюррей покинул команду и 5 февраля 2010 года подписал контракт с «Шемрок Роверс».
За два сезона в новом клубе Мюррей дважды выиграл чемпионские звания, Кубок Сетанта и играл на групповом этапе Лиги Европы. За «Роверс» он провёл 14 матчей в еврокубках, в 8 из них был капитаном команды, включая удачный для команды сезон Лиги Европы 2011/12.
19 января 2012 года Мюррей вернулся в «Корк Сити», также вернув себе и капитанскую повязку.
Мюррей завершил спортивную карьеру в возрасте 33 лет после сезона 2015 года, проведя в клубе в общей сложности 10 лет и забив 19 голов в 307 матчах.

## Достижения
Чемпион Ирландии (3)
- Корк Сити — 2005
- Шемрок Роверс — 2010, 2011

Обладатель Кубка Ирландии (1)
- Корк Сити — 2007

Обладатель Кубка Сетанта (2)
- Корк Сити — 2008
- Шемрок Роверс — 2011